# Finca Cortesin
Finca Cortesin  is een Spaans golfresort, met een golfbaan (2006), een hotel (2008), tennisbanen en zwembaden. Deze resort ligt aan de Costa del Sol tussen Estepona en Sotogrande, maar aan de andere kant van tolweg E15 (Autopista del Mediterràneo), dus niet aan zee.
De golfbaan werd in 2006 geopend. Hij werd aangelegd door Cabell B. Robinson (1941), een Amerikaanse historicus die later golfbaanarchitect werd en al veel banen in Europa heeft ontworpen. Tot 1987 werkte hij voor het bureau van Robert Trent Jones, Op de baan staan heel oude kurkeiken en olijfbomen. Er is een Jack Nicklaus Academy.
Sinds 2009 wordt op deze baan jaarlijks het Wereldkampioenschap Matchplay gespeeld, waaraan de 24 topspelers van de wereld deelnemen.